# Arthur Zweiniger
Heinrich Arthur Zweiniger (* 28. Mai 1879 in Leipzig; † 6. Oktober 1947 in Radebeul) war ein deutscher Bildhauer, Librettist und Schriftsteller.

## Leben
Er war der Sohn des Geheimen Kommerzienrates Gustav Zweiniger aus Leipzig. Er studierte bei dem Bildhauer Erich Hösel in Meißen und unternahm Studienreisen nach Italien, Frankreich und England. 1908 wurde er Mitglied der Dresdner Kunstgenossenschaft.
Er wurde im Erbbegräbnis der Familien Gottlieb und Zweiniger in der IX. Abteilung des Neuen Johannisfriedhofs beerdigt.
Die bildende Künstlerin Mechthildis Muschick-Zweiniger (1908–1980) war seine Tochter.

## Werke (Auswahl)
Bildhauerische Arbeiten
- Taufstein, 1908, Kirche Hermsdorf
- Bronzebüste Martin Andersen Nexø, 1911, 45 × 25,8 × 28,0 cm, Monogramm am Sockel links unten: „AZ 11“, Staatliche Kunstsammlungen Dresden[2]
- Bronzebüste des Feldmarschalls Suworow, 1912, Suworow-Museum
- Marmorbüste des Geheimen-Rats Jungmann, 1917
- Ehrenmal des Vereins deutscher Studenten (nackter Jüngling), Bronze, 1923
- Bronzebüsten Goethes (1932), Schillers (1935) und Georg Busse-Palmas

Schriften
- Der lebendige Homer: eine Wiederherstellung der Gesichtszüge des lebendigen Homer auf Grund der Totenmaske. E.A. Seemann, 1909, 52 Seiten.
- Der Zins muss sterben: ein Entwurf zum Neubau unserer Volkswirtschaft, eingereicht der zukünftigen Deutschen Nationalversammlung. Dyk, 1919, 31 Seiten.
- Die zinsfreie Wirtschaft: Ein Aufruf an d. deutschen Bodenreformer ; Rede, geh. am 9. Juli 1919 von d. Dresdner Bodenreformern. Dyk, 1919, 38 Seiten.
- Die Erlösung der Völker vom Gold durch die deutsche Kriegsentschädigung. Dyk, 1919, 24 Seiten.
- Der Kuchentanz: ein Schicksalslied in 3 Aufzügen. Zweininger, 1926, 180 Seiten.
- Armer Columbus. Die Vorgeschichte einer Entdeckung in 8 Bildern ... Musik von Erwin Dressel. 1927, 45 Seiten.
- Die Zwillingsesel: Spieloper in 3 Akten ; Text nach e. alten span. Erzählung in Anlehnung an d. Formgebung d. Don Pedro de Alarcón in d. Novelle „Der Dreispitz“. Selbstverlag, 1932, 226 Seiten.
- Spengler im dritten Reich: eine Antwort auf Oswald Spenglers „Jahre der Entscheidung“. Verlag Gerhard Stalling, 1933, 92 Seiten.